# S-甲基半胱氨酸
S-甲基半胱氨酸是一种氨基酸，化学式为CH3SCH2CH(NH2)CO2H。它是半胱氨酸的巯基氢被甲基取代的衍生物。这种氨基酸广泛存在于植物中，包括一些可食用蔬菜。

## 生物合成
这种氨基酸并非遗传密码，而由半胱氨酸在翻译后的甲基化产生，甲基化的途径之一就是通过半胱氨酸锌的修复酶让烷基化的DNA脱甲基。
除了生物领域外，它还作为螯合试剂被研究。